# Isabellah Andersson
Isabellah Moraa Andersson, född Amoro 12 november 1980 i Manga i provinsen Nyanza, är en kenyansk-svensk långdistanslöpare. Hon är sedan maj 2009 svensk medborgare. Hon tävlar för Hässelby SK. Våren 2015 tog hon sitt 26:e SM-guld och blev därmed svensk friidrotts mesta mästare genom alla tider, med ett individuellt guld mera än Eric Lemming.

## Biografi

### Bakgrund
Isabellah Amoro föddes i byn Manga 50 mil väster om Nairobi. Hon växte upp med sin mor och tre halvsyskon men bodde och uppfostrades större delen av uppväxten hos sin mormor. Föräldrarna flyttade tidigt till Nairobi för att få arbete och vid 18 års ålder flyttade hon själv efter.
Hon intresserade sig för orientering och kom 2002 i kontakt med två svenska orienterare som var i Kenya för att studera. 2004 fick hon möjlighet att komma till Sverige för att delta i O-Ringen. Hon deltog i tävlingen även året därpå och mötte då blivande maken och tränaren Lars Andersson. I samband med detta började hon träna seriöst och fick bra utrustning. Hon bytte även fokus från orientering till långdistanslöpning.
I januari 2006 flyttade hon till Sverige och hon gifte sig med Lars Andersson samma år. 2009 föddes parets dotter. Samma år blev Isabellah Andersson svensk medborgare.

### Karriär
2007 deltog Isabellah Andersson i nitton lopp och uppmärksammades som ett av de mest intressanta löparnamnen i landet.
2009 blev Andersson den första officiella svenska rekordhållaren på halvmaraton då hon den 12 september vann Stockholms Halvmarathon på tiden 1:11:35.
Hon blev ny svensk rekordhållare i maraton den 22 januari 2010 då hon som femma i Dubai maraton med tiden 2:26:52 slog Lena Gavelins rekord från år 2003. Den 21 mars 2010 förbättrade hon sitt svenska rekord på halvmaraton genom att vinna ett lopp i Venlo på 1:10:02. Anderssons första stora mästerskap var friidrotts-EM 2010 i Barcelona, där hon kom i mål som femma i maratonloppet men i efterhand givits placeringen tre sedan både vinnaren Živilė Balčiūnaitė och tvåan Nailja Julamanova blivit avstängda för dopning. Hon är den enda som vunnit Stockholm Marathon sju gånger.
Vid VM 2011 i Daeho i Sydkorea kom hon på en sjunde plats i marathon, med tiden 2:30:13.
Vid OS i London 2012 deltog Andersson i marathon och sprang in på en sjuttonde plats med tiden 2:27:36.
Den 10 april 2016 tvingades hon bryta Rotterdam Marathon i Nederländerna sedan hon känt sig dålig i benen, och därmed missade hon olympiska sommarspelen 2016 i Rio de Janeiro i Brasilien.
Vinterhalvåret bor och tränar Andersson i Kenya och där har hon också öppnat sin egen träningscamp i staden Eldoret.
Hon belönades 2011 med Stora grabbars och tjejers märke nummer 509.

## Meriter
| - Stockholm Marathon (42,195 km): - 2008 – 1:a placering med tiden 2:34:14. - 2009 – 1:a placering med tiden 2:33:52. - 2010 – 1:a placering med tiden 2:31:35. - 2011 – 1:a placering med tiden 2:37:28. - 2013 – 1:a placering med tiden 2:33:49. - 2014 – 1:a placering med tiden 2:32:28. - 2015 – 1:a placering med tiden 2:34:14. - 2016 – 1:a placering med tiden 2:35:47. - Göteborgsvarvet (21 km): - 2008 – 2:a placering med tiden 1:11:06. - 2009 – 2:a placering med tiden 1:14:22. - 2010 – 2:a placering med tiden 1:13:29. - 2011 – 8:e placering med tiden 1:14:16. - 2012 – 5:e placering med tiden 1:10:30. - 2013 – 4:e placering med tiden 1:15:17. - 2016 – 9:e placering med tiden 1:16:21. - Tjejmilen (10 km): - 2007 – 1:a placering med tiden 34:50. - 2009 – 1:a placering med tiden 33:49. - 2010 – 1:a placering med tiden 33:38. - 2011 – 1:a placering med tiden 33:25. - 2012 – 2:a placering med tiden 34:18. - 2013 – 1:a placering med tiden 33:42. - 2014 – 10:e placering med tiden 37:14. - 2015 – 3:e placering med tiden 35:24. - Lidingöloppet (30 km): - 2007 (30 km) – 1:a placering med tiden 1:57:34. - 2014 (30 km) – 2:a placering med tiden 1:58:28. - Terräng-SM: - 2008 – 1:a placering på distanserna 4 km och 8 km. - 2009 – 2:a placering på distansen 8 km. - 2010 – 1:a placering på distanserna 4 km och 8 km. - 2012 – 1:a placering på distanserna 4 km och 8 km. - Etape Bornholm 2009 – 1:a placering och svenskt rekord på 10 km. - Friidrotts-EM 2010 – Maraton, 3:e placering med tiden 2:34:43. - Friidrotts-VM 2011 – Maraton, 7:e placering och bästa europé med tiden 2:30:13.. |

## Personliga rekord
| Utomhus - 1 500 meter – 4:30,27 (Karlskrona 6 juli 2009) - 3 000 meter – 9:21,8 (Malmö 3 augusti 2009) - 5 000 meter – 15:45,08 (Malmö 3 augusti 2009) - 10 000 meter – 33:15,25 (Stockholm 8 september 2013) - 10 km landsväg – 32:24 (Hasle, Danmark 10 juli 2009) - 10 km landsväg – 32:34 (Malmö 18 april 2015) - Halvmaraton – 1:10:02 (Venlo, Nederländerna 21 mars 2010) - Maraton – 2:23:41 (Dubai, Förenade Arabemiraten 21 januari 2011) |

## Galleri

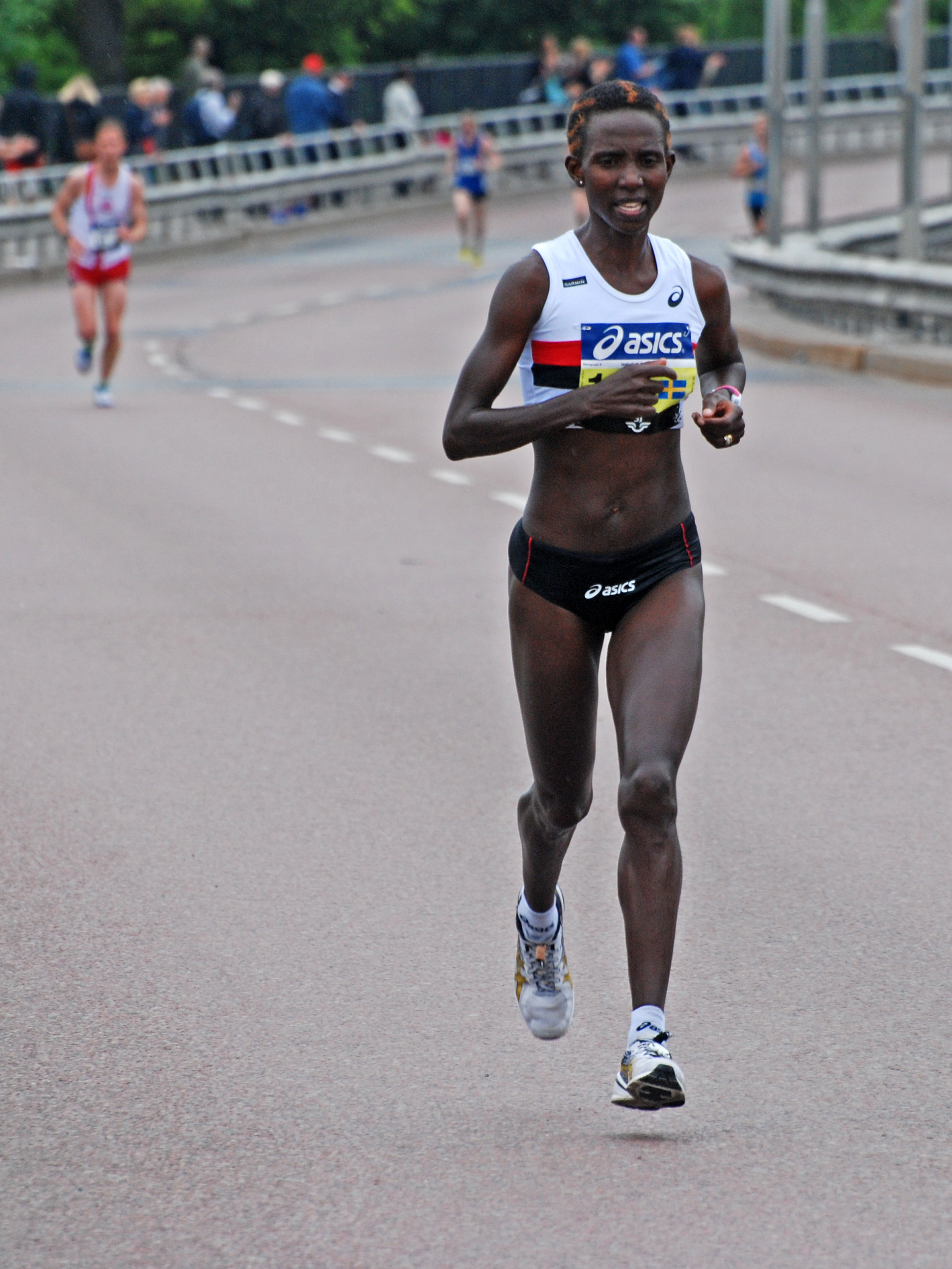
Isabellah Andersson springer upp för Västerbron på väg mot segern i Stockholm Marathon 2013.
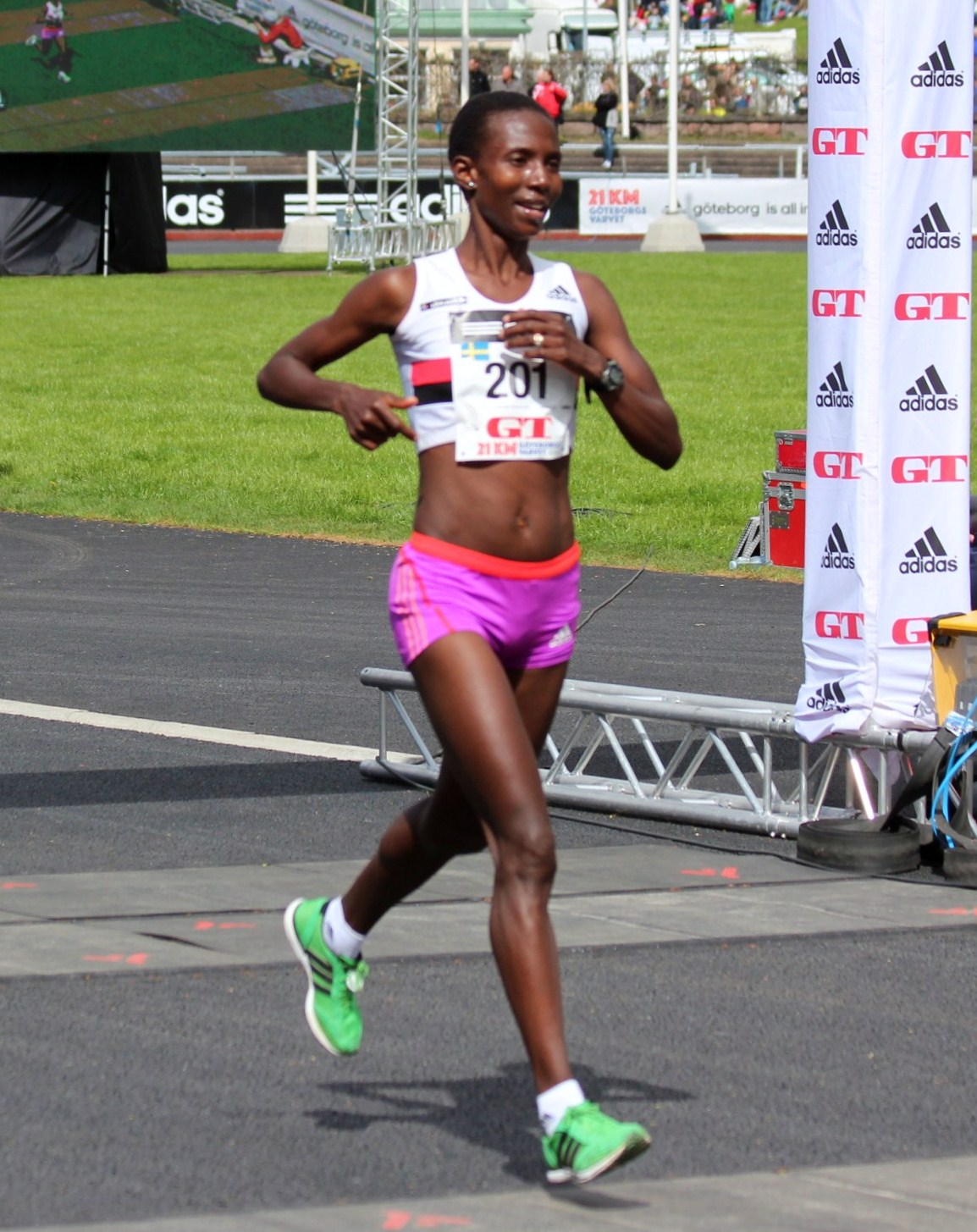
Isabellah Andersson springer in som femma i damklassen på Göteborgsvarvet 2012 på tiden 1:10.30.
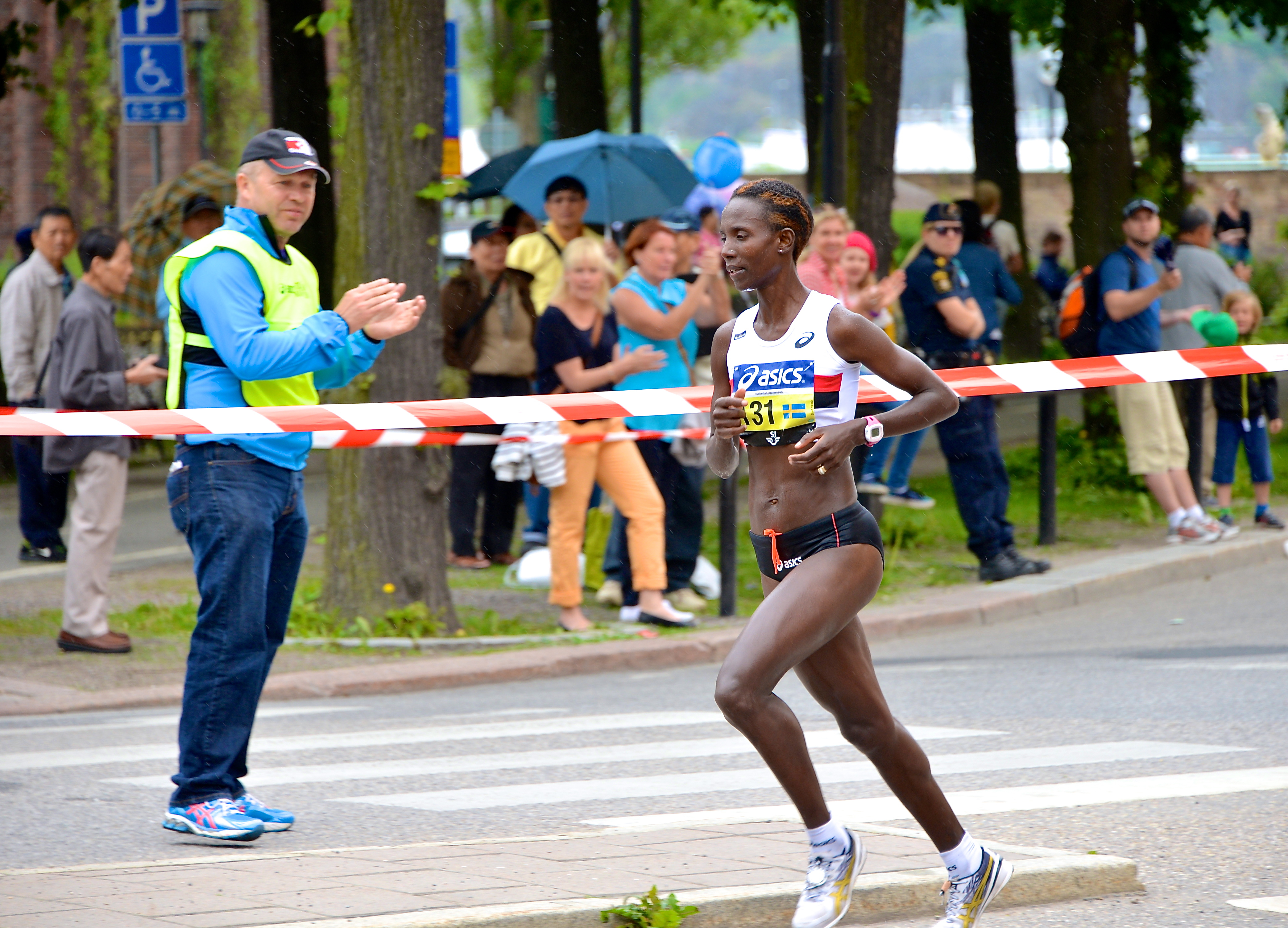
Isabellah Andersson mitt i city under Stockholm maraton 2013